# Livonski križarski rat
Livonski križarski rat (latvijski:Livonijas krusta kari) odnosi se na njemačka i danska osvajanja srednjovjekovne Livonije, prostora koji predstavlja modernu Latviju i Estoniju tijekom Sjevernih križarskih ratova. Zemlje na istočnim obalama Baltičkog mora bili su posljednji kutovi Europe koje je trebalo pokrstiti. U estonskoj historiografiji ovaj se rat naziva Eestlaste muistne vabadusvõitlus (Estonska drevna borba za slobodu).
Dana 2. veljače 1207., na osvojenim područjima osnovana je crkvena kneževina Svetog Rimskog Carstva čime je utemeljena država zvana Terra Mariana koju je područjem izravno podređenim Svetoj Stolici proglasio papa Inocent III. 1215. godine.
Nakon uspjeha u križarskim ratovima, njemačko i dansko okupirano područje Vilim od Modene je je podijelio u šest feudalnih kneževina. 

## Povijest

### Rat protiv Liva i Latgalijanaca
Kršćanstvo je došlo u Latviju sa Šveđanima u 9. i Dancima u 11. stoljeću. Do vremena kad su njemački trgovci počeli pristizati u drugoj polovici 12. stoljeća radi trgovine uz drevnu Daugava-Dnjepar rutu do Bizanta, mnogi su Latvijci već bili kršteni. Meinhard od Segeberga stigao je u Livland (kako je zemlja nazvana na njemačkom jeziku) 1184. s misijom pokrštenja poganskih Livonaca i bio je posvećen za biskupa 1186.
Autohtoni Livonci (Livi) koji su bili plaćali porez istočnoslavenskoj kneževini Polotsk, a često su bili pod napadima svojih južnih susjeda Semigalijanaca, isprva su smatrali Sase korisnim saveznicima. Prvi istaknuti Livonac koji je bio pokršten bio je vođa Caupo od Turaida koji je kršten oko 1189.
Papa Celestin III. pozvao je na križarski rat protiv pogana u sjevernoj Europi 1193. Kada miroljubivi način pokrštavanja nije uspio uroditi plodom, nestrpljivi Meinhard smislio je kako Livonce pokrstiti nasilno, ali nije uspio. Umro je 1196. ne uspjevši izvršiti svoju misiju. Njegov imenovani zamjenik, biskup Berthold od Hannovera, stigao je s velikim kontingentom križara godine 1198. Ubrzo nakon toga, predvodeći svoje vojnike u borbi, Berthold je bio okružen i ubijen, a njegove snage poražene.
Kako bi osvetio Bertholdov poraz, papa Inocent III. Izdao je bulu kojom proglašava križarski rat protiv Livonaca. Albrecht von Buxthoeven, posvećen za biskupa 1199., došao je sljedeće godine s velikom silom i osnovao Rigu kao sjedište njegove biskupije 1201. Formirao je Livonsko bratstvo mača za pomoć u obraćenju pogana na kršćanstvo 1202. i, još važnije, kako bi zaštitili njemačku trgovinu i osigurali njemačku kontrolu nad trgovinom.
Kako je njemački pritisak jačao, Livonci i njihov pokršten poglavica pobunili su se protiv križara. Caupova vojska poražena je kod Turaide 1206., a Livonci su proglasili da su se obratili. Caupo je naknadno ostao saveznik križara sve do svoje smrti u bitci na dan svetog Mateja 1217.
Do 1208. Salaspils (Holme), Koknese (Kokenhusen) i Sēlpils (Selburg), važna trgovačka mjesta na Daugavi, osvojeni su zbog Albertovog energičnog ratovanja. Iste su godine vladari Latgalijanskih županija Tālava, Satekle i Autine osnovali vojne saveze s Redom. Albert, vodeći snage reda, osvojio je glavni grad latgalijanske kneževine Jersika 1209. i uzeo ženu vladara Visvaldisa u zatočeništvo. Visvaldis je bio prisiljen predati svoje kraljevstvo Albertu kao darovnicu za nadbiskupiju u Rigi i dobio natrag samo dio njega kao feud. Tālava, oslabljena u ratovima s Estoncima i Rusima, postala je vazalna država nadbiskupije u Rigi 1214., a 1224. konačno je podijeljena između nadbiskupije i Reda.

### Rat protiv Estonaca (1208. – 1227.)
Oko 1208. križari su bili dovoljno jaki za početak operacija protiv Estonaca koji su u to vrijeme podijeljeni u osam većih i sedam manjih županija sa starješinama na čelu i s ograničenom suradnjom između njih. Uz pomoć novopokrštenih lokalnih plemena Liva i Latgalijanaca, križari su pokrenuli napade u Sakalu i Ugauniju u južnoj Estoniji. Estonska plemena žestoko su se opirala napadima iz Rige, a ponekad i pljačkala teritorije pod kontrolom križara. Između 1208. I 1227. zaraćene su strane na različitim stranama divljale kroz Livoniju, Latgaliju i ostale estonske županije s Livima, Latgalijancima i Rusima Republike Novgorod koji su služili različite saveznike: i križare i Estonce. Brdske utvrde, koje su bile ključni centri estonskih županija, bile su pod opsadom, zarobljene i ponovno osvojene više puta. Primirje između ratom premornih strana utvrđeno je na tri godine (1213. – 1215.). To se pokazalo povoljnijim za Nijemce koji su učvrstili svoju političku poziciju dok Estonci nisu mogli razviti svoj sustav labavih saveza u centraliziranu državu. Njima je na čelu bio Lembitu od Lehole, starješina od Sackalije, koji je 1211. privukao pozornost njemačkih kroničara kao središnja figura u estonskom otporu. Livonski vođa Caupo ubijen je u bitci kod Viljandija (Fellin) 21. rujna 1217., ali Lembitu je također ubijen, a bitka je bila porazna za Estonce.
Kršćanska kraljevstva Danske i Švedske bila su željna širenja na istočne obale Baltika. Albert je zatražio kralja Valdemara II. od Danske za pomoć 1218., ali Valdemar je umjesto toga dogovorio sporazum s Redom. Kralj je pobijedio u bitci kod Lyndanissea u Reveliji 1219., događaju kojem se pripisuje podrijetlo Dannebroga. Osnovao je tvrđavu Castrum Danorum koju su Estonci neuspješno opsjedali 1220. i 1223. Kralj Ivan I. od Švedske pokušao je uspostaviti švedsku prisutnost u pokrajini Wiek, ali su njegove vojnike porazili Oeselijanaci u bitci kod Lihule 1220. Revelija, Harrien i Vironija, cijela sjeverna Estonija, pala je pod dansku kontrolu.
Tijekom ustanka 1223. sve su kršćanske utvrde u Estoniji pomogle da ne dođe do pada Tallinna u estonske ruke, a njihovi branitelji bili su pobijeni. Do 1224. križari su ponovno osvojili sve veće utvrde, osim Tharbate koju je branio odred estonske posade i 200 ruskih plaćenika. Vođa ruskih vojnika bio je Vjačko kojem je Novgorodska Republika obećala tvrđave i okolnih zemljišta „ako ih je mogao osvojiti za sebe". Tharbatu su napokon zauzeli križari u kolovozu 1224. i svi su njezini branitelji poginuli. U početku 1224. car Fridrik II. objavio je u Cataniji da će se Livonija, Pruska, Sambija i neke susjedne provincije odsad smatrati reichsfrei, to jest izravno podređenima samo rimokatoličkoj Crkve i Svetom Rimskom Carstvu, a ne lokalnim vladarima. Krajem godine papa Honorije III. najavio imenovanje biskupa Vilima od Modene za papinskog legata za Livoniju i Prusku te druge zemlje. Livonska braća mača 1224. osnovala su svoje sjedište na Fellinu (Viljandi) u Sackaliji gdje zidovi Glavnog dvorca još uvijek stoje. Ostale utvrde uključivale su Wenden (Cesis), Segewold (Sigulda) i Ascheraden (Aizkraukle). Kronika Henrika od Livonije, jedna od najvećih srednjovjekovnih priča, vjerojatno napisana kao izvješće za Vilima od Modene dajući mu povijest Crkve u Livoniji do njegova vremena. Ona spominje kako je 1226., u uporištu Tarwanpe, Vilim od Modene uspješno posredovao mir između Nijemaca, Danaca i Vironijanaca. 

### Rat protiv Saaremaa (1206. – 1261.)
Danska vojska pod vodstvom kralja Valdemara II. i Andreasa, biskupa od Lundua došla je na Saaremaa i pokušala uspostaviti uporište 1206., ali bez uspjeha. Livonsko bratstvo mača i biskup Theodorich udružili su snage i 1216. napali Saaremaa preko zaleđenog mora. Oeselijanci su uzvratili pljačkajući teritorije pod njemačkom kontrolom u Latviji sljedećeg proljeća. Švedska vojska pod vodstvom kralja Ivana I. od Švedske i biskupa Karla od Linköpinga zarobila je 1220. Lihulu u Rotaliji u Zapadnoj Estoniji. Oeselijanci su napali švedsku utvrdu kasnije iste godine i pobili cijelu posadu uključujući biskupa od Linköpinga.
Danski kralj Valdemar II. pokušao je drugi put osvojiti Saaremaa 1222. Ovaj je put pokušao uspostavljajući kamene utvrde sa snažnom posadom. Uporište je bilo opkoljeno i predalo se u roku od pet dana, danska se posada vratila u Revel ostavljajući Teodorika, brata biskupa Alberta od Rige i druge iza kao taoce za mir. Dvorac su srušili Oeselijanci.
Livonska braća mača, grad Riga i biskup od Rige organizirali su kombinirani napad na Saaremaa 1227. Nakon predaje dva glavna uporišta Oeselijanaca, Muhua i Valjala, Oeselijanci su službeno prihvatili kršćanstvo. Nakon što su ih porazila Livonska braća u bitci kod Saulea 1236., požar je ponovno izbio u Saaremaau. Oeselijanci su ponovno prihvatili kršćanstvo 1241. potpisivanjem ugovora s Meštrom livonskog reda Andreasom de Velvenom i biskupijom Ösel-Wiek. Nakon toga uslijedio je ugovor koji je potpisao 1255. meštar Reda, Annoa Sangerhausenna, a uime Oeselijanaca, starješine čija su imena fonetski napisana na latinkom kao Ylle, Culle, Enu, Muntelene, Tappete, Yalde, Melete i Cake. Ugovorom je Oeselijancima dano nekoliko karakterističnih prava oko vlasništva i nasljeđivanja zemlje, društvenog poretka, i ispovijedanja vjere.
Rat je opet izbio 1261. jer su se Oeselijanci još jednom odrekli kršćanstva i poubijali sve Nijemce na otoku. Mirovni ugovor potpisan je nakon što su ujedinjene snage Livonskog reda, biskupije Ösel-Wiek i danske Estonije, uključujući kopnene Estonce i Latvijce, porazile Oeselijance zauzevši njihovo uporište u Kaarmau. Ubrzo nakon toga Livonski red osnovao je kamenu utvrdu u Pöideu.
Na dan 24. srpnja 1343., Oeselijanci su se opet uzdigli, poubijavši sve Nijemce na otoku, utopivši sve svećenstvo i opsjedajući dvorac u Pöideu. Nakon što se posada predala, Oeselijanci su masakrirali branitelje i uništili dvorac. U veljači 1344. Burchard von Dreileben vodio je pohod preko zaleđenog mora na Saaremaa. Oeselijansko uporište bilo je osvojeno i njihov je vođa Vesse obješen. U rano proljeće 1345. sljedeći je pohod Livonskog reda završio s ugovorom spomenutim u Kronici Hermanna von Wartbergea i Novgorodskim prvim kronikama. Saaremaa je ostao vazal meštra Livonskog reda i biskupije Ösel-Wiek do 1559.

### Ratovi protiv Kuronaca i Semigalijanaca
Nakon poraza od Estonaca, križarski se rat preselio u borbe protiv Kuronaca (1242. – 1267.) i Semigalijanaca (1219. – 1290.), baltičkih plemena koja su živila južno i zapadno od rijeke Daugava i bili usko povezani sa Samogotima.
Nakon što su ih u bitci kod Saule pobijedili Samogiti i Semigalijanaci, ostaci Livonske braće mača reorganizirali su se i 1237., kao odjeljak teutonskog reda, postali poznati kao Livonski red. Bitka kod Durbe 1260. bila je još jedna pobjeda Samogita i srodnih Kuronaca nad ujedinjenim snagama livonskog i teutonskog reda. Križari su napokon savladali Kuronce 1267. unatoč teškom porazu u bitci kod Garoze 1287., a 1290. i Semigalijance. Neosvojeni južni dijelovi njihovih teritorija (Sidrabe, Rakte, Ceklis, Megava itd.) bili su ujedinjeni pod vlašću Velikog Vojvodstva Litve.

## Posljedice
Nakon osvajanja sve se preostale domorodačke pogane navodno pokrstilo iako nijedna kršćanska literatura ili crkvena služba nije bila dostupna na domorodačkim jezicima do protestantske reformacije u 16. stoljeću.
Zemlju je papinski legat Vilim iz Modene podijelio u šest feudalnih kneževina. Nadbiskupija Riga i biskupije Kurlandija, Dorpat i Ösel-Wiek bile su zemlje pod vlašću Livonske braće mača i Dominuma directuma kralja Danske, Vojvodstva Estonije.
Godine 1227. Livonska braća mača osvojila su sve danske teritorije u sjevernoj Estoniji. Nakon bitke kod Saule preživjeli članovi braće mača spojili su se s teutonskim redom Pruske 1237. i postali poznati kao livonski viteški red. Dana 7. lipnja 1238. Ugovorom iz Stensbyja teutonski vitezovi vratili su Vojvodstvo Estoniju Valdemaru II. dok je 1346., nakon ustanka, u noći sv. Jurja zemlja prodana natrag redu i postala dio Ordenstaata.